# Rasima
Rasima je žensko osebno ime.

## Izvor imena
Ime Rasima je ženska oblika moškega osebnega imena Rasim.

## Pogostost imena
Po podatkih Statističnega urada Republike Slovenije je bilo na dan 31. decembra 2007 v Sloveniji število ženskih oseb z imenom Rasima: 102.